# Автошлях M5 (Молдова)
M5 — колишня дорога в Молдові, протяжністю 370 км. Дорога проходила через важливі міста, такі як Тирасполь, Кишинів, Бєльці і Єдинці до кордону з Україною по кривій (північний захід). З України на південь вів автошлях M-16 (Україна) до Одеси і на північ Н-10 (Україна) в Чернівці.
Частина M5 знаходилась під контролем непризнаної Придністровського республіки. Таким чином, уряд не керував цією частиною дороги.
Південна межа між Україною та Кишинівського M14 була частиною європейської дороги E58 і E581. Між Бєльці(Молдова) і Єдинці(Молдова) була частиною Європейського маршруту E583.
У радянські часи, M14 дорога була важливим маршрутом, що з'єднує Одесу та Брест (Білорусь).
Зараз замість неї функціонує траса М5.